# Robert J. Bulkley
Robert J. Bulkley (Cleveland, 1880. október 8. – Cleveland, 1965. július 21.) az Amerikai Egyesült Államok szenátora (Ohio, 1930–1939).